# Château de Margon
Le château de Margon est un monument historique de Margon dans l'Hérault, en France. Il a été inscrit en 1937, classé partiellement en 2017 et a reçu le label de « jardin remarquable ».

## Historique
Cette ancienne baronnie est rattachée directement au royaume de France en 1221 et ne faisait donc jamais partie du Languedoc qui ne deviendra français que 50 ans plus tard.
Elle a gardé ce statut jusqu'à la Révolution française. En contrepartie, le seigneur avait l'obligation de rendre hommage au roi à chaque nouvelle prise de règne. Le seigneur avait droit de justice.
Aux familles féodales Alquier, de L'Isle et d'Antignac, ont succédé à partir de la Renaissance, les Plantavit de la Pauze dans le négoce, puis à partir de 1719 les Le Moine dans la finance. Cette famille qui a pris le nom de Le Moine de Margon est toujours propriétaire du château.

## Le château
La forteresse imposante du XIIe siècle se compose d'un corps de bâtiment rectangulaire flanqué de trois tours rondes et surmonté d'une échauguette. Il est sur trois étages avec quatre lignes de pierre entourant le château, comme signe du droit de justice que possédait le seigneur. La tour centrale donnant sur la cour s'ouvre par la porte d'accès protégée par une herse et assure la distribution des niveaux par un large escalier en vis. Les deux autres tours délimitent la façade principale large d'environ 34 mètres.
Le château du Moyen-Âge a été transformé à la Renaissance en château élégant. Les travaux apportent au nouveau propriétaire des fenêtres à meneaux, un chemin de ronde sans mâchicoulis mais avec gargouilles ouvragées et des bestiaires sculptés.
Deux ailes latérales sont ajoutées à l'intérieur de la cour d'honneur au XVIe siècle, remodelées au XIXe siècle mais avec des moyens limités et des matériaux de qualité moindre. Une tour termine l'aile nord.
Lors de Révolution, le château est mutilé en 1793, les toitures sont détruites, le chemin de ronde est rendu inutilisable. 
Les toits initialement en tuile rouge et plus pointus, ont été refaits en ardoise. 
Des campagnes annuelles de restauration sont entreprises depuis 1981. Entre 2013 et 2015, les deux tours face au jardin ont été restaurées. À l'intérieur, au XVIIIe siècle, les grandes salles sont remplacées par des chambres indépendantes. Les pièces aux murs peints de paysages ou de portraits de reines ont gardé leurs décors.

## Les jardins

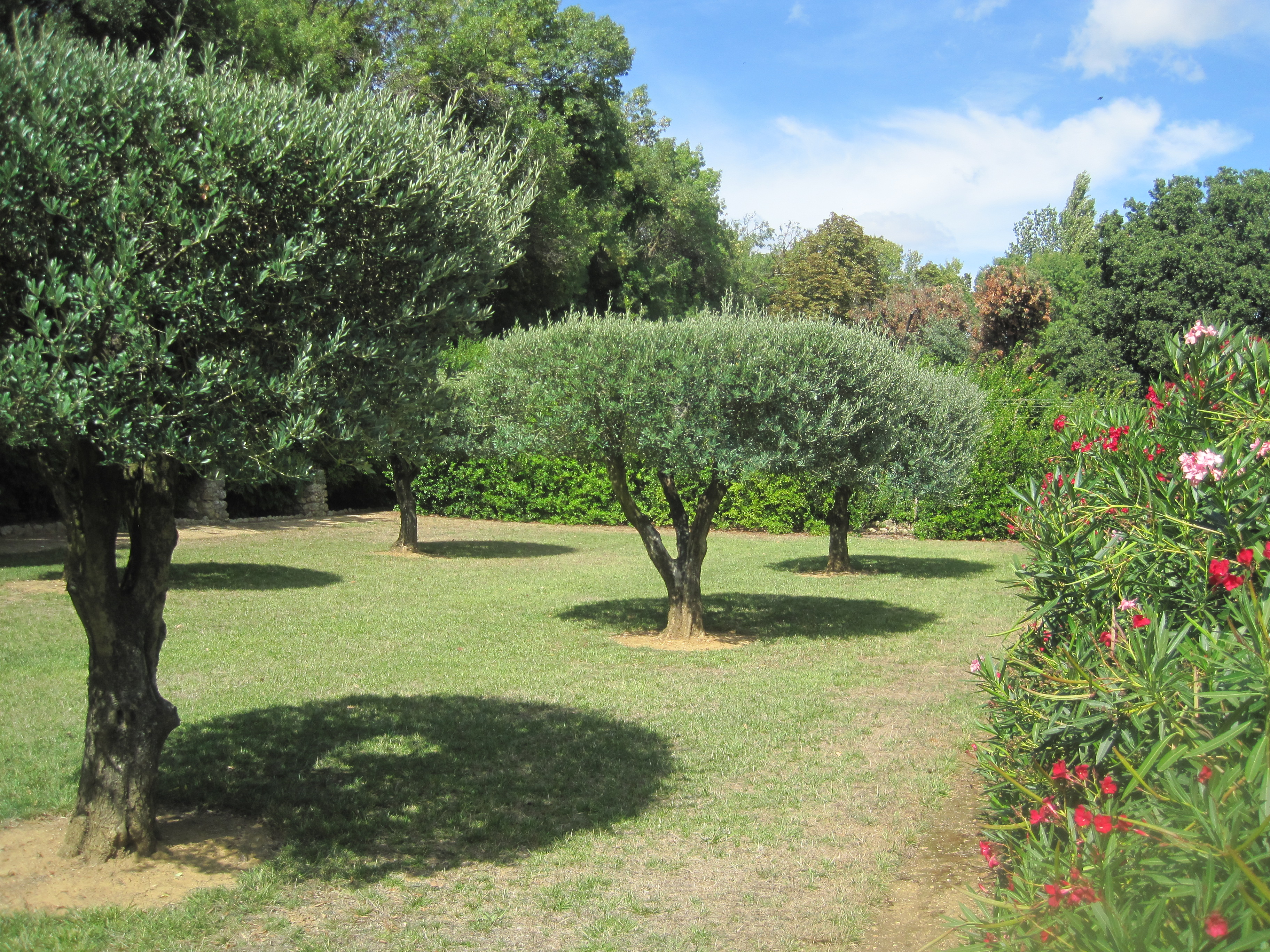
Oliviers taillés en tambour

Les jardins s'étendent sur 1 ha en contrebas de la façade principale du château côté nord-ouest. Créés au XVIIe siècle en comblant un fond de vallée et déplaçant un ruisseau, ils sont en restauration depuis les années 80. 
Ce sont des jardins réguliers de composition classique à la française avec le côté structuré du jardin à l'italienne : cyprès en colonne, haies, topiaires en lauriers sauce, allées bordées de lauriers roses, grenadiers à fruit ou à fleur, oliviers taillés en tambour, collection d'iris... Plusieurs terrasses en gradin mènent du château aux jardins avec un buffet d'eau au bas entre les escaliers symétriques. Sous les escaliers, des arceaux ont été jetés sur le fossé en 1719, permettant par-dessous le passage dans l'espace public (rue des banastes) et par-dessus, la communication directe entre le château et les jardins.
Le jardin possède le label de « jardin remarquable ».